# DJ Eco
DJ Eco, de son vrai nom Marcello Pacheco, est un DJ et un producteur américain de musique électronique Trance, originaire de Jersey City (New Jersey) aux États-Unis. Il vit désormais à New York et joue parfois sous le pseudonyme de Badlands.
DJ Eco a signé avec les plus gros labels du monde de la musique trance et de house progressive (Flashover, Armada, Tone Diary (Spinnin') et Lunatique, pour n'en citer que quelques-uns), si bien que ses mixes caractéristiques sont désormais des incontournables du genre.

## Influences
Pink Floyd, Ulrich Schnauss, Royksopp, Ennio Morricone, Merz, Infected Mushroom, Nathan Fake, Martin Roth, Talla 2XLC, Cosmic Gate, Chris Liebing

## Discographie[1]

### Ses propres morceaux
Entre parenthèses, le nom du label.

## Ses remixes
- Wandii - Black & Red (DJ Eco's Black & White Mix) [Moonrising Records][2007]
- Emotional Horizons - Lush (Flawless Falling) (DJ Eco Emotionyc Mix) [Infrasonic Recordings][2008]
- Maciej Panczyk - Truth In My Dreams (DJ Eco Remix) [Hardwired Productions][2008]
- Majaj - Phoria (DJ Eco Rebel Audio Remix) [Tetsuo][2008]
- Anguilla Project - Refractory (DJ Eco Remix) [Infra Progressive][2008]
- Heatbeat - Paradise Garage (DJ Eco Remix) [Soundpiercing][2008]
- The Chronologic - Do It Right (Eco Mix) [Bellarine Recordings][2008]
- Der Mystik - Colombia (DJ Eco Remix) [Real Legacy Recordings][2008]
- Pulstate - Lost Forever (DJ Eco Remix) [Infra Progressive][2009]
- Derelict - Iwo Jima (DJ Eco Remix) [RealMusic Recordings][2009]
- Frank Tide - Convolve (DJ Eco Remix) [Well Mixed Recordings][2009]
- Steve Brian - Starlight (DJ Eco Remix) [Lange Recordings][2009]
- Andy Tau with Touch Enable feat. Olivia Martyn - Over You (DJ Eco Remix) [Infrasonic Recordings][2009]
- Andy Tau with Touch Enable feat. Olivia Martyn - Over You (DJ Eco Dub) [Infrasonic Recordings][2009]
- Mike Saint-Jules pres. Tycho - Crater (DJ Eco Remix) [Musical Madness][2009]
- Tritonal feat. Cristina Soto - Crash Into Reason (DJ Eco Remix) [Armada Music][2009]
- Ferry Corsten - Twice In A Blue Moon (DJ Eco Remix) [Flashover Recordings][2009]
- Breakfast - Air Guitar (DJ Eco Remix) [Flashover Recordings][2009]
- Robert Nickson - Maybe Next Time (DJ Eco Remix) [A State Of Trance][2009]
- Clouded Minds - Fantasy Control (DJ Eco Remix) [Cloudbreak Records][2009]
- Alucard - Elation (DJ Eco Mix) [Solaris][2010]
- Moonpax vs Snatt & Vix - Winter Of Love (Eco Remix) [AVA Recordings][2010]
- Mark Pledger feat. Melinda Gareh - Time Stands Still (DJ Eco Remix) [Solaris][2010]
- Tucandeo - Layla (DJ Eco Remix) [Infra Progressive][2010]
- Peter Wibe & John Enola feat. Patrick Rives - Rescue Me (DJ Eco Vocal Remix) [Hardwired Productions][2010]
- Peter Wibe & John Enola feat. Patrick Rives - Rescue Me (DJ Eco Dub Remix) [Hardwired Productions][2010]
- Tempo Giusto - Flamingo (DJ Eco Remix) [Echelon][2010]
- Dereck Recay - Nebula (Eco Remix) [Redux Recordings][2010]
- Late Night Alumni - Finally Found (Eco Extended Remix) [Ultra Records][2010]
- Late Night Alumni - Finally Found (Eco Dub Mix) [Ultra Records][2010]
- The Chronologic - New Beginnings (Eco Mix) [Electric][2010]
- Armin van Buuren - Orbion (Eco Remix) [Armada Digital][2011]
- Sensetive5 feat. Liek - I Can't Believe (Eco Remix) [Unearthed Recordings][2011]
- Corderoy feat. Yyvonne John Lewis - Safe From Harm (Eco Remix) [Napith Music][2012]
- Tucandeo - In A Moment (Eco Remix) [In Sessions Recordings][2013]

## Distinctions
Ses morceaux "Light At The End", "Tonight Is Forever", "American Blues", "Borealis", et "Lost Angeles" furent programmées en tant que "Tune Of The Week" dans l'émission radio "A State Of Trance" d'Armin Van Buuren, ce qui représente une distinction prestigieuse pour un DJ de Trance.